# عيسى بن شيحة

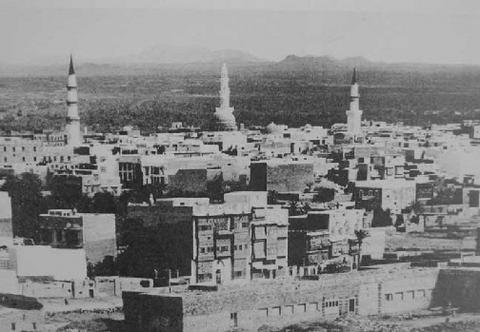
المدينة قديماً

عيسى بن شيحة، أمير المدينة المنورة من سنة 647 هـ إلى سنة 657 هـ.

## نسبه
عيسى بن شيحة بن هاشم بن قاسم بن مهنا بن حسين بن مهنا بن داود بن القاسم بن عبيد الله بن طاهر بن يحيى بن الحسين بن جعفر بن عبد الله ابن الحسين بن علي ابن الحسين بن علي بن أبي طالب الحسيني.

## سيرته
كان ينوب عن أبيه شيحة بن هاشم في إمرة المدينة، فلما قتل بنو لامٍ أباه استقل بالإمرة بها. ومع قيام السلطنة المملوكية في مصر سنة 648هـ/1250م استغل الجمامزة فرصة مقتل والده فهاجموا المدينة للاستيلاء عليها فتصدى الأمير عيسى للمهاجمين: «وقبض عليهم وقيل إنه قتلهم». قام الشريف عيسى لأجل توطيد سلطته بإخراج أخويه مُنيف وجمَّاز من المدينة، مما حملهما على التآمر ضده فاتفقا مع وزيره على إدخالهما للمدينة، فتم لهما ذلك فدخلا الحصن العتيق قصر إمارة المدينة وقبضا على أخيهما عيسى وسجناه سنة 649هـ/1251م، وتولى الإمارة أبو الحسين منيف بن شيحة يساعده في ذلك أخوه جماز حتى سنة 659هـ/1260م.
وعاش الأمير عيسى في إمرة أخيه الآخر جماز بن شيحة وتوفي في ربيع الأول سنة 683 هـ وأمه مريم ابنة جماز بن مهنا الأعرج.
ويعتقد أنه راسل الخليفة العباسي في بغداد في سنة 654هـ - 1256م عندما أصابت هزة بركانية المدينة المنورة في تلك السنة، واشتعلت النار بالحرم النبوي فدمر جزء منه، وقد بقي الطلب بدون جواب بسبب أن الأسرة العباسية الحاكمة في بغداد كانت تترنح يومذاك قبل سقوطها الذي تم بعد سنتين.
وقد ذُكر أن الأمير راجح بن قتادة استنجد به لإخراج أخيه أبي سعد الحسن بن علي من مكة، فسار ومعه من المدينة بـ 700 فارس من بني الحسين، وكان عليهم عيسى هذا الملقب بالحرون، وقد هزمهم أبو نُمَي، وانتشرت عمامة عيسى هذا، وذهب يجرها خلفه، فقال جعفر الحسيني النسابة بالعراق: 

## وفاته
توفى سنة 683 هـ.

## وصلات خارجية
مركز بحوث ودرسات المدينة المنورة نسخة محفوظة 5 مارس 2016 على موقع واي باك مشين.
تاريخ الحكام والسلالات الحاكمة 